# 本拿比

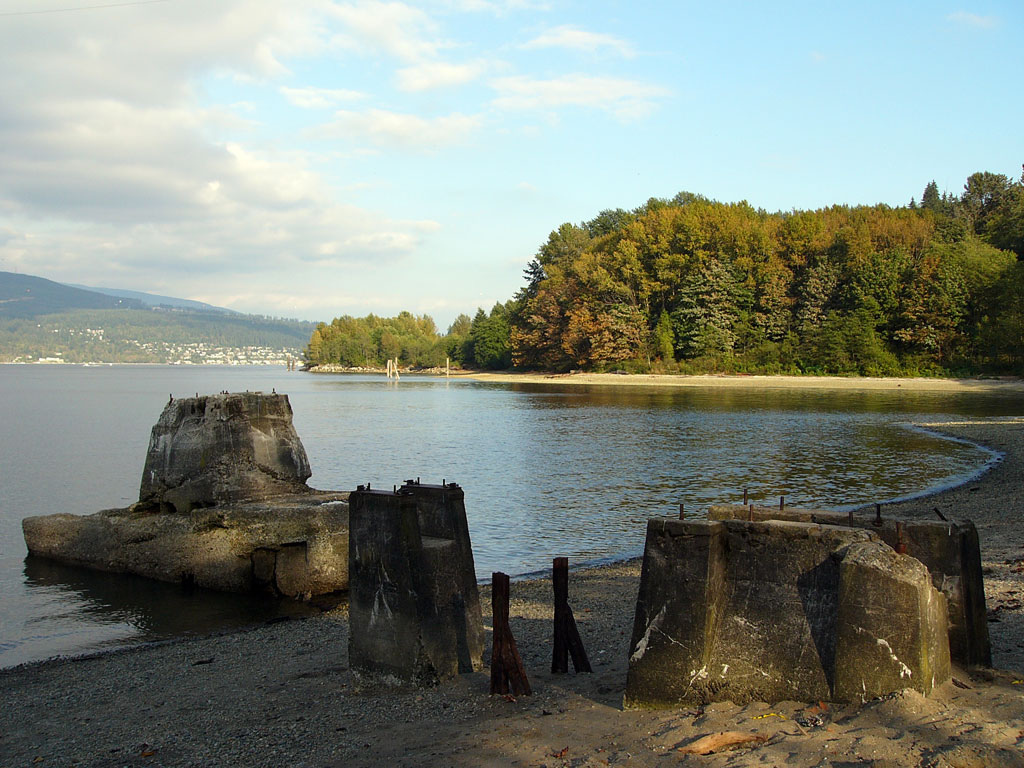
班尼特海洋公園

本拿比是加拿大卑詩省的一個城市，緊接在溫哥華市的東面。本拿比人口在卑詩省內位列第三，僅次於素里和溫哥華。本拿比於1892年正式成立，並於1992年升級為城市。它是大溫哥華區域局其中一名成員，也是大溫區域局行政總部的所在。

## 歷史
歐洲裔移民於1850年抵達現本拿比一帶，往後年間發展緩慢。溫哥華於1886年設市後，來往溫市和二埠的交通日漸繁忙，卑詩電力鐵路公司因此於1891年興建一條市際電車綫連接兩地，而電車綫沿途的土地則劃成多塊地皮出售。為了確保地主所繳交的地稅可為於該區提供可靠的市政服務，區内居民向省政府申請成立地方行政架構，而本拿比區亦於1892年9月24日正式成立。名稱紀念了於1859年探索現本拿比湖一帶的罗伯特·本拿比。本拿比起初只是一個郊外農業地區，為鄰近的市區提供農產品，後來成為連貫溫哥華、菲沙河谷和卑詩省内陸重要的運輸走廊，並且與北溫市和列治文一起成為溫哥華的第一環衛星城市。
20世紀經濟大蕭條期間，本拿比長官威廉·普里查德（William Pritchard）動用地方政府儲備和貸款來進行一系列刺激就業措施，以舒緩區内的失業問題。然而，此舉卻令本拿比政府的財務更為拮据，财政濒临破产，逼使省政府於1932年委任專員來接管本拿比的地方政府事務，至1943年為止。
隨著大溫地區在二戰後陸續擴張，本拿比也迅速成長。架空列車的博覽線於1985年開通，刺激了鐵道鎮站一帶的商住發展。為配合其百周年紀念，本拿比於1992年正式改設市。

## 地理與土地用途
本拿比市佔地98.6平方公里（38.07平方英里），位於大溫哥華地區的中心，西臨溫哥華市，東鄰滿地寶、高貴林市和二埠，南起菲莎河，北至布勒内灣。本拿比與溫哥華和二埠佔了布勒半島的大部分。而本拿比的地勢由海平面一直到海拔370公尺，最高處位於本拿比山上。本拿比的地景主要由小山、土坎、河谷和一個沖積平原組成，這些特點以及其地理位置都深深的影響著城市。
本拿比市中心發展迅速，現在已漸趨成熟且完善。他由一個典型的農村變成市郊的小市鎮，直至今日成為了一個主要城市。但是本拿比的公園、農地等面積比例仍然是北美各大都市中最高的一個，同時當地政府也會維護一些農田，特別是位於大彎（Big Bend）的菲莎河河濱平原的周圍。

### 公園與湖泊
市内的主要公園包括本拿比湖區公園（Burnaby Lake Regional Park）、中央公園（Central Park）、羅伯特·本拿比公園（Robert Burnaby Park）、堅盛頓公園（Kensington Park）、班尼特海洋公園（Barnet Marine Park）和本拿比山公園（[Burnaby Mountain Park）；主要河道和湖泊則包括史提爾溪（Still Creek）、布倫尼特河（Brunette River）、鹿湖（Deer Lake）和斯昆特湖（Squint Lake）。

### 氣候
本拿比市地處加拿大西岸，屬溫帶海洋性氣候。阿拉斯加暖流終年流經沿岸，氣候溫暖潮濕，適宜人居。以下為其氣候統計資料：
| 本拿比              | 本拿比       | 本拿比       | 本拿比       | 本拿比       | 本拿比       | 本拿比       | 本拿比      | 本拿比      | 本拿比      | 本拿比       | 本拿比        | 本拿比        | 本拿比          |
| 月份                | 1月          | 2月          | 3月          | 4月          | 5月          | 6月          | 7月         | 8月         | 9月         | 10月         | 11月          | 12月          | 全年            |
| ------------------- | ------------ | ------------ | ------------ | ------------ | ------------ | ------------ | ----------- | ----------- | ----------- | ------------ | ------------- | ------------- | --------------- |
| 历史最高温 °C（°F） | 16.5 (61.7)  | 18.5 (65.3)  | 22 (72)      | 28 (82)      | 33 (91)      | 31.3 (88.3)  | 33.3 (91.9) | 33.9 (93.0) | 34.5 (94.1) | 26.5 (79.7)  | 19.4 (66.9)   | 16.1 (61.0)   | 34.5 (94.1)     |
| 平均高温 °C（°F）   | 4.9 (40.8)   | 6.6 (43.9)   | 8.8 (47.8)   | 12.1 (53.8)  | 15.4 (59.7)  | 17.7 (63.9)  | 20.9 (69.6) | 21 (70)     | 18 (64)     | 12.1 (53.8)  | 7.3 (45.1)    | 4.8 (40.6)    | 12.5 (54.5)     |
| 平均低温 °C（°F）   | 0.6 (33.1)   | 1.7 (35.1)   | 2.9 (37.2)   | 4.9 (40.8)   | 7.7 (45.9)   | 10.3 (50.5)  | 12.7 (54.9) | 13 (55)     | 11.2 (52.2) | 7.1 (44.8)   | 3.1 (37.6)    | 0.7 (33.3)    | 6.3 (43.3)      |
| 历史最低温 °C（°F） | −13.9 (7.0)  | −14 (7)      | −7.8 (18.0)  | −3.3 (26.1)  | 0 (32)       | 3.9 (39.0)   | 5 (41)      | 3.3 (37.9)  | 2 (36)      | −7 (19)      | −14 (7)       | −19.4 (−2.9)  | −19.4 (−2.9)    |
| 平均降水量 mm（）   | 244.9 (9.64) | 206.3 (8.12) | 185.4 (7.30) | 145.4 (5.72) | 115.1 (4.53) | 102.9 (4.05) | 71.6 (2.82) | 66.6 (2.62) | 93.3 (3.67) | 197.8 (7.79) | 306.6 (12.07) | 283.6 (11.17) | 2,019.5 (79.51) |
| 来源：加拿大環境部  |              |              |              |              |              |              |             |             |             |              |               |               |                 |

### 圖片集

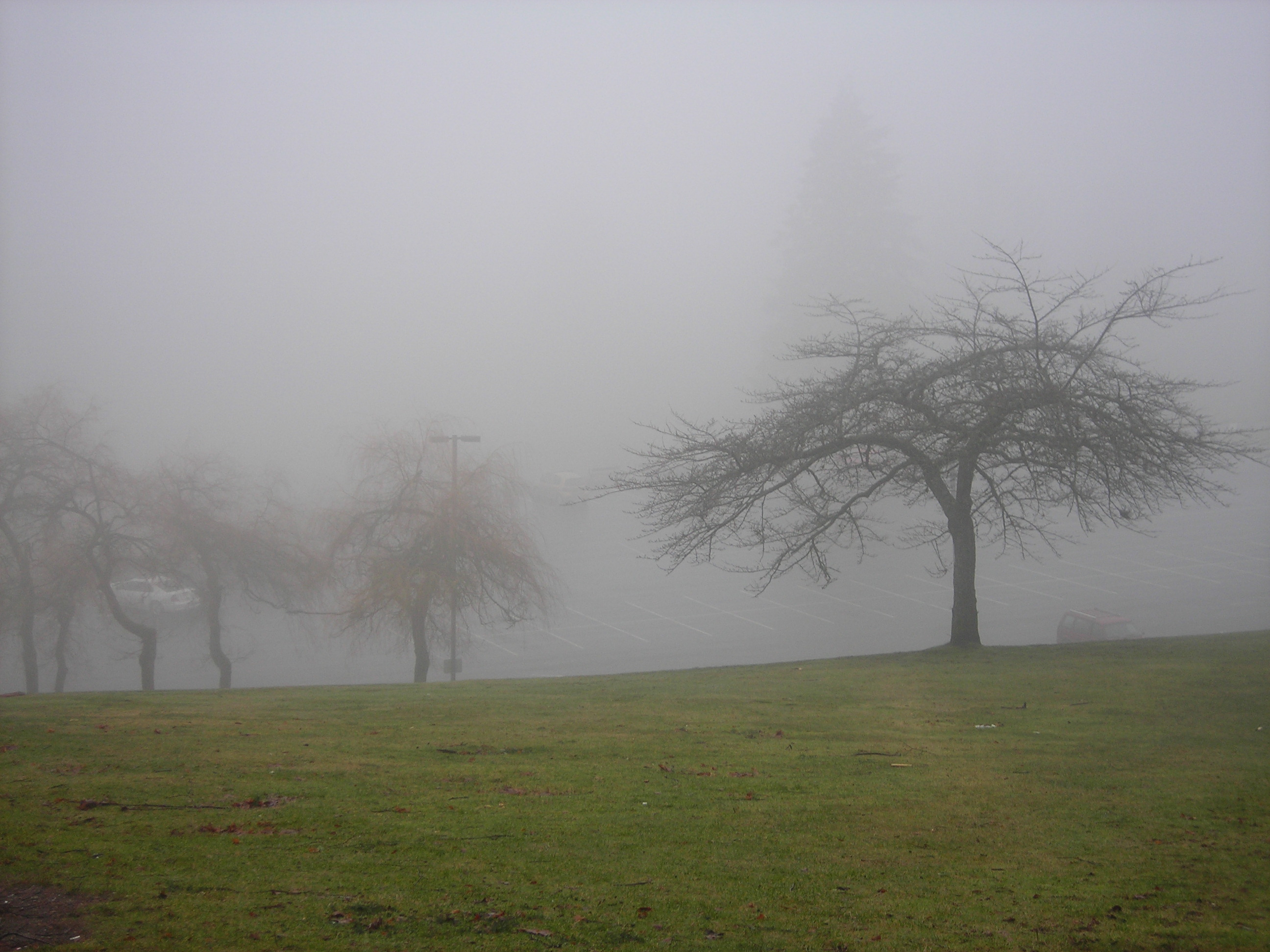
濃霧籠罩的本拿比山
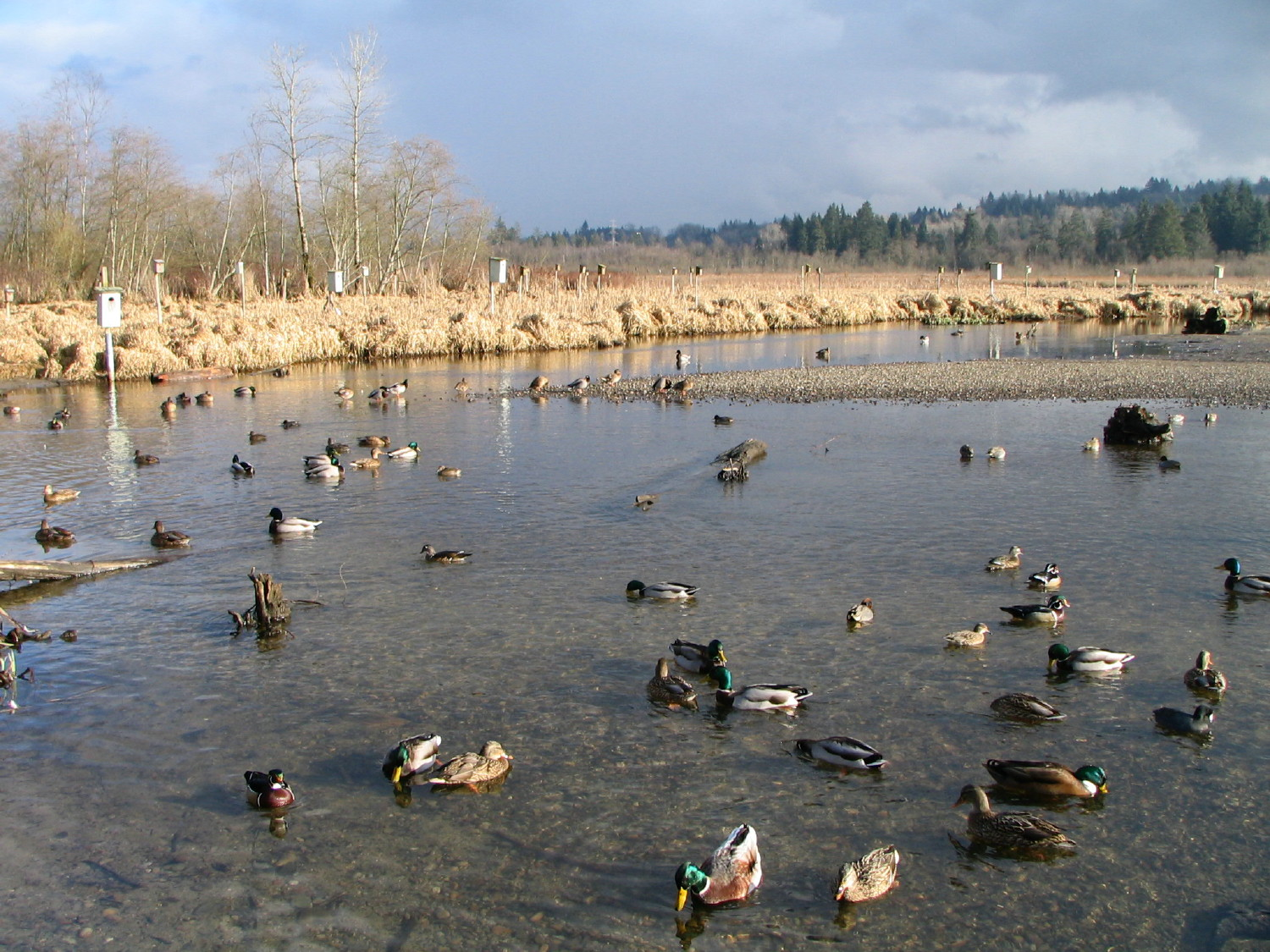
本拿比湖
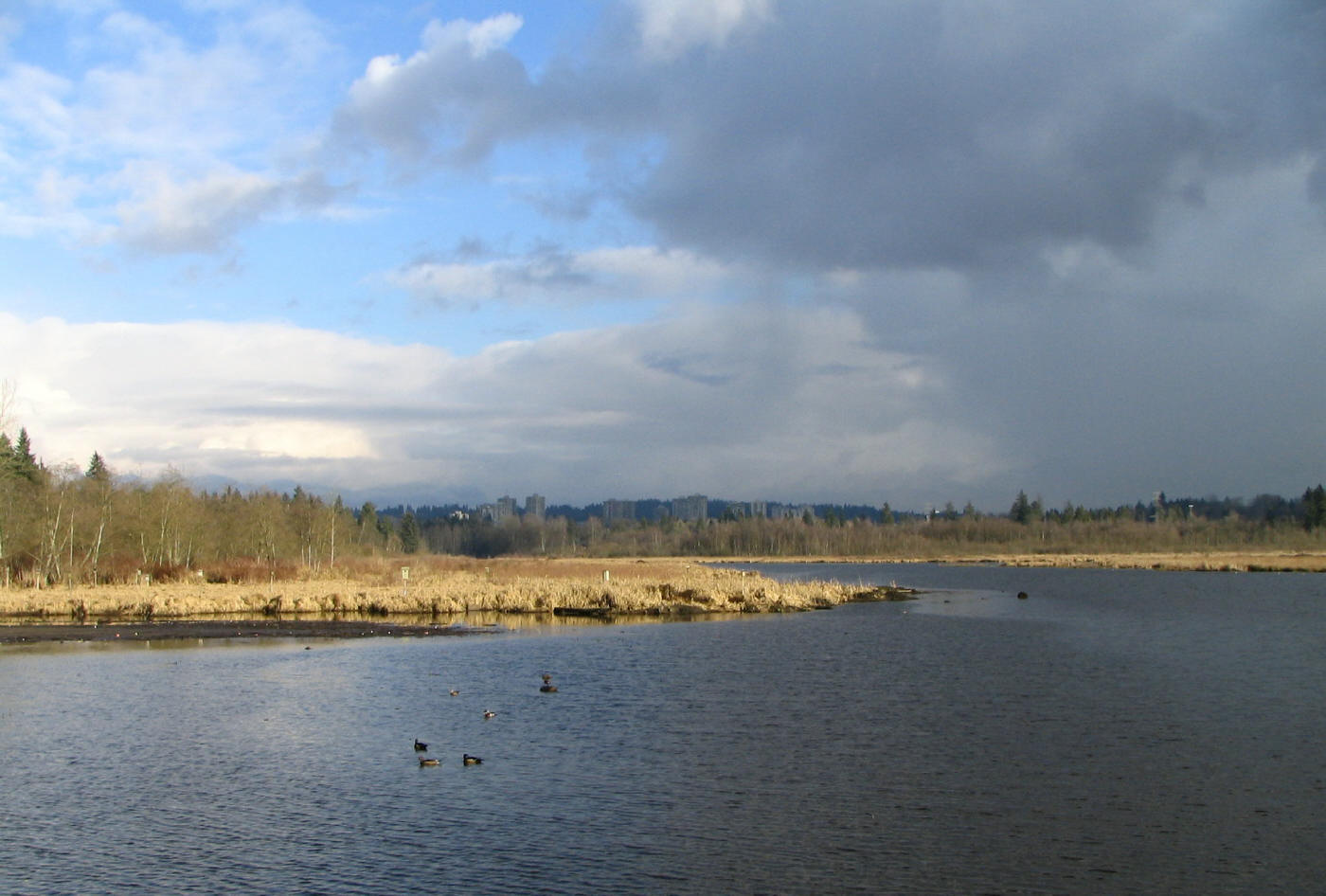
陰天下的本拿比湖
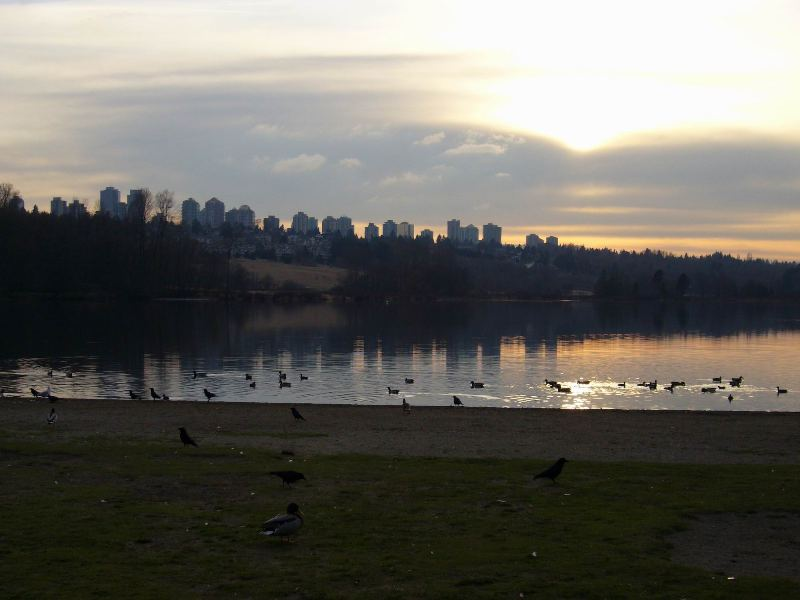
鹿湖

## 交通

### 大眾運輸系統
溫哥華架空列車的兩條路線均從東西向橫跨本拿比市：博覽線和千禧線在本拿比市南部沿用前卑詩電力鐵路市際電車的走線共構運行，而千禧線的專用路段則通過本拿比市中部。架空列車促進了本拿比市與二埠、溫哥華和素里間的交通，並且造就了本拿比市内數處的高密度市區發展，如東區的洛歇城購物中心（Lougheed Town Centre）和中西區的布倫活城購物中心（Brentwood Town Centre）一帶，而南區鐵道鎮購物中心地區的發展更為顯著。至於本拿比市内的巴士綫則屬大溫哥華公車系統的一部份，由海岸山脈巴士公司（Coast Mountain Bus Company）營運。而架空列車和岸山巴士公司均隸屬大溫運輸聯線。 

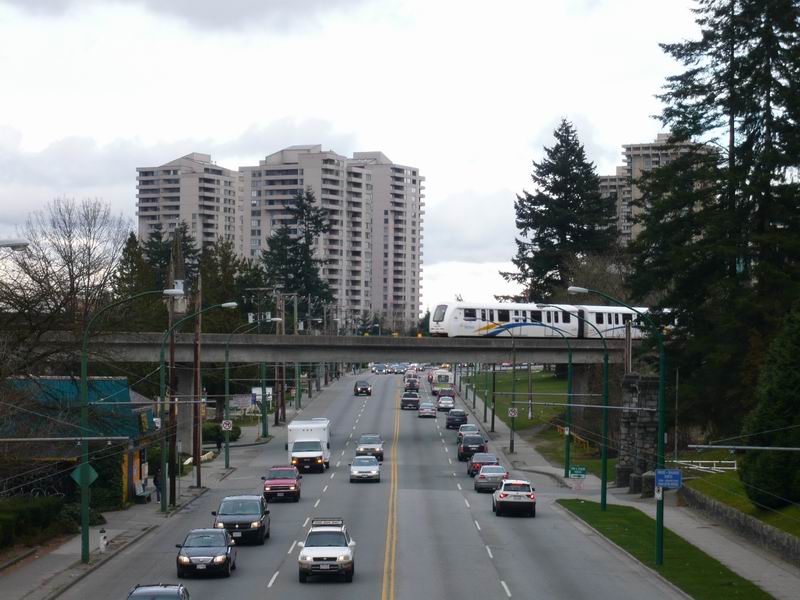
車水馬龍的京士威道

### 陸路運輸
橫跨本拿比市的主要南北向道路主要有界限道（Boundary Road）、威靈頓道（Willingdon Avenue）、皇家橡樹道（Royal Oak Avenue）、肯辛頓大道（Kensington Avenue）、史柏靈道（Sperling Avenue）、葛拉迪大道（Gaglardi Way）、卡里布路（Cariboo Road）和北路（North Road）；東西向的道路則連接了周邊的城市，主要有喜士定街、班尼特公路（Barnet Highway）、洛歇公路（Lougheed Highway，卑詩省7號公路）、京士威道、加拿大大道（Canada Way）以及海旁大道（Marine Drive）。大溫地區的主要東西向高速公路橫加公路（卑詩省1號公路）亦貫穿本市；橫加公路和加拿大大道都已取代連接本拿比市西北到東南部的道格拉斯路（Douglas Road）的大部份走線。而從1990年代開始，本拿比市亦發展了一系列單車徑。

## 人口
雖然本拿比的土地面積只佔整個大溫哥華地區約4%，但2016年時人口是大溫地區的9.5%。本拿比的人口为232,755人，是卑詩省内繼溫哥華和素里後的第3大城市。就像大溫哥華多數的地區一樣，本拿比也有許多的移民社區，舉例來說：本拿比北選區的喜士定街長期以來都有許多的義大利餐聽和義式滾球舘，而鐵道鎮内如雨後春筍般的多層公寓建築群，某程度上亦是拜由大中華地區（包括臺灣、香港和澳門）、南韓和南斯拉夫湧入的新移民所賜。根據2006年人口普查報告顯示，本拿比市約有54%的人並非以英語或法語作為母語的。
據加拿大統計局公布2006年卑詩省人口普查中，有關華裔人口變化報告顯示，卑詩省華裔人口已在1996年至2006年間，增長2%，每10個卑詩省民，就有1人具華裔背景。其中本拿比市華裔人口佔了總人口的30.3%。

## 宗教信仰
根據2001年人口普查，本拿比市之宗教信仰概況如下：
- 35.3% 無宗教信仰
- 21.3% 羅馬天主教
- 19.9% 新教
- 6.1% 基督教之其它支派
- 4.9% 佛教
- 4.8% 伊斯蘭教
- 2.9% 錫克教
- 2.3% 東正教
- 1.5% 印度教
- 0.3% 猶太教
- 0.4% 其它亞洲宗教
- 0.3% 其它宗教

## 政治
长期以来，本拿比市议会和学校局主要是由中间偏左的议员主导，但市内的选民亦时有选出保守派的省议员和联邦国会议员。
联邦新民主党国会议员罗思安（Svend Robinson）从1979年至2004年代表了本拿比市长达25年，并且是全国首位公开自己同性恋取向的国会议员。
从2008年开始直到目前，本拿比的市议会连续两届一党独大，囊括了所有席位。前本拿比市市长高力勤所属政党为本拿比公民协会；他自从2002年首度当选，並成功连任五届（2005年、2008年、 2011年、2014年），他妻子柯瑞根（Kathy Corrigan）是本拿比鹿湖选区前任省议会议员（2009年至2017年）。
现今本拿比市共计有8位市议员，4位卑诗省省议员，以及2名加拿大国会下议院议员。

### 历任本拿比市长
1. Dave Mercier，1979年至1981年。
2. Bill Lewarne，1981年至1987年。
3. Bill Copeland，1987年至1996年。
4. Douglas P. Drummond，1996年至2002年。
5. 高力勤（Derek Corrigan），2002年至2018年。
6. Mike Hurley，2018年至今。

### 现任本拿比市议会市议员
- 柯崇德（Pietro Calendino）
- 戴力禾（Sav Dhaliwal）
- 谷園（Alison Gu）
- Joe Keithley
- 李燦明（Richard T. Lee）
- Maita Santiago
- Daniel Tetrault
- 王白進（James Wang）

参看：本拿比市议员一览表 （页面存档备份，存于）

### 现任卑诗省议会议员
- 本拿比鹿湖选区——康安礼（Anne Kang），卑诗省新民主党
- 本拿比爱德蒙兹选区（英语：Burnaby-Edmonds）——Raj Chouhan，卑诗省新民主党
- 本拿比洛歇选区——陈苇蓁（ Katrina Chen），华裔，卑诗省新民主党
- 北本拿比选区——Janet Routledge，卑诗省新民主党

### 现任加拿大国会下议院议员
- 本拿比北–西摩選區——黃志峰（Terry Beech）（加拿大联邦新民主党）
- 本拿比杜格拉斯选区——甘迺迪·史都华（Kennedy Stewart）（加拿大联邦新民主党）
- 本拿比二埠选区（英语：Burnaby-New Westminster）——朱理民（英语：Peter Julian）（加拿大联邦新民主党）

## 工商業及經濟

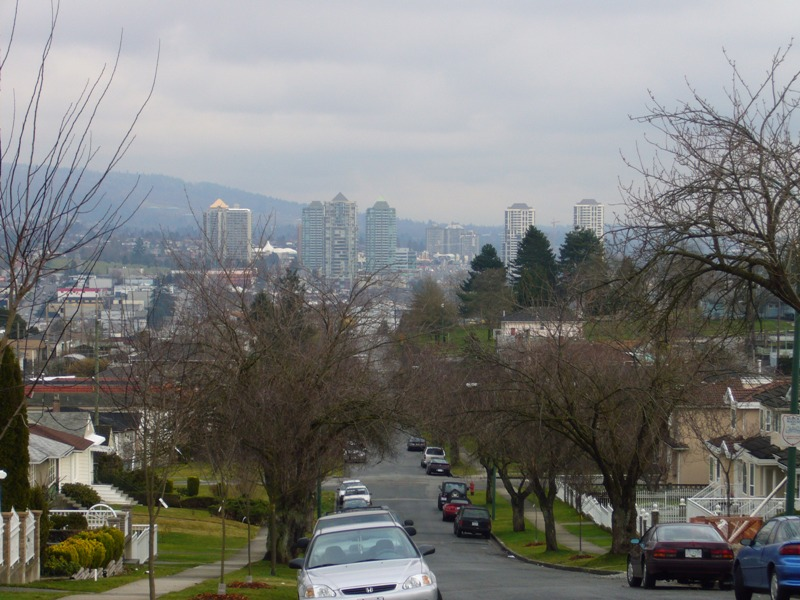
布蘭活市鎮中心建築群

本拿比主要的科技公司有電子藝界公司、富士全錄公司（現併入伊士曼柯達公司）、巴拉德動力系統和研科傳訊公司，他們的公司都設置於此。而重工業則包括了雪佛龍公司和加拿大國營石油（Petro-Canada，楓葉石油）煉油廠等在布勒内灣設廠。其它公司如eBay等也有重要設施在本拿比市。城市的住宅區以高密度為特色，市中心主要有高速運輸系統、科研中心及商業園、電影和電視製作中心、以及全面性的工業區。
至於供應一班民生消費的零售商業中心主要集中在布蘭活城購物中心（Brentwood Town Centre）、錯誤：語言代碼「Lougheed Town Centre」不存在（Lougheed Town Centre）、鐵道鎮購物中心等購物中心周圍和北部高地地區。其中鐵道鎮大都會廣場是卑詩省最大型的購物商場，有電影院、餐廳、酒樓等，店鋪超過400間。而麗晶廣場不但是本拿比最大型的華人購物商場，更是是本拿比市的地標性建築。

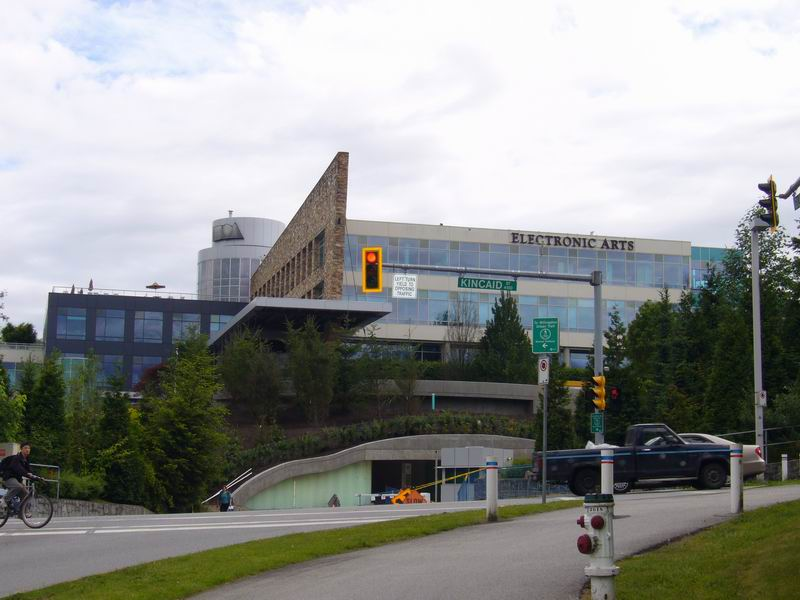
總部位於本拿比中部的電子藝界公司
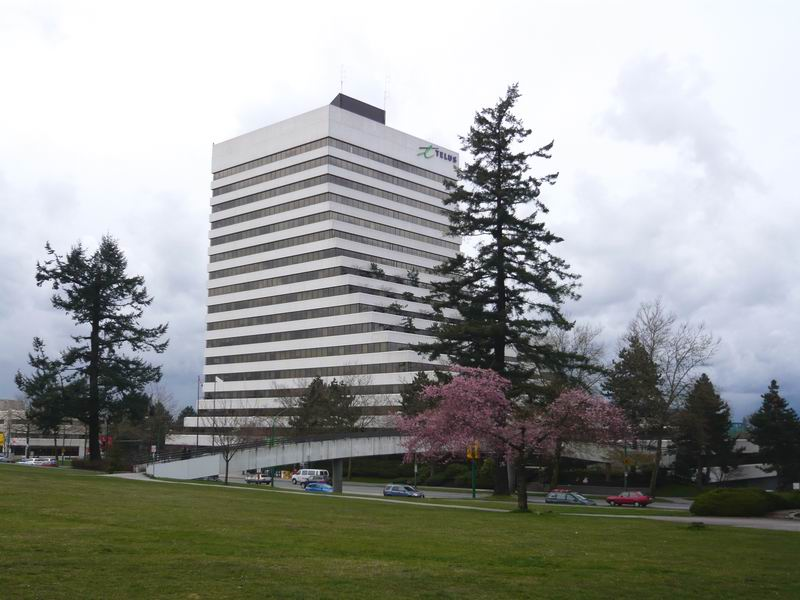
總部位於界限道和京士威路交界的研科傳訊公司
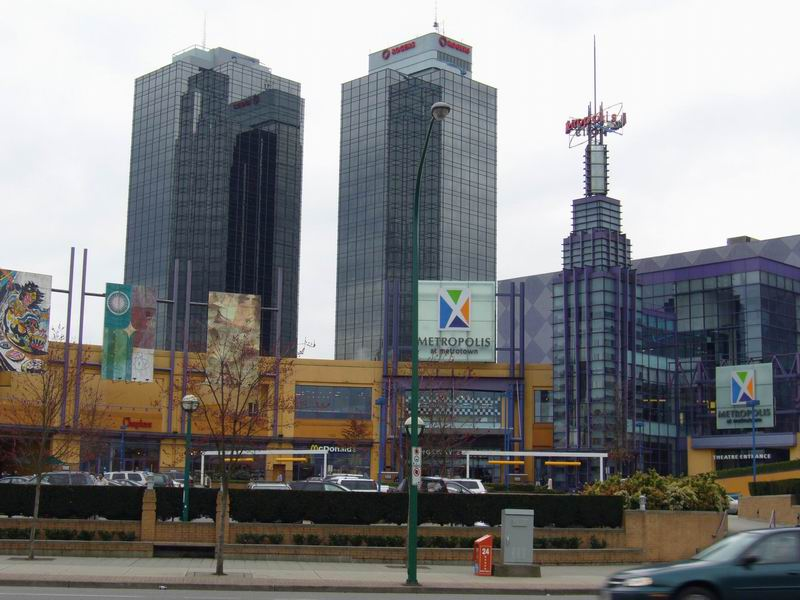
大都會廣場是卑詩省最大型的購物商場
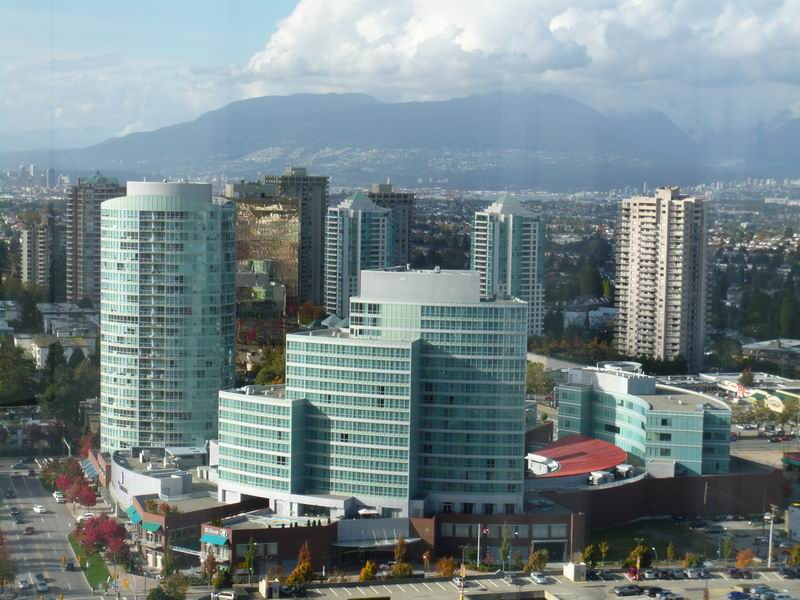
麗晶廣場是本拿比市的地標性建築

## 教育
本拿比學區（School District 41 Burnaby）負責掌管本拿比的公立學校，並附有社區教學、成人教育和交換學生的計畫。本拿比有8所中學和40所小學，大專院校則包括西門菲莎大學（SFU）和卑诗理工学院（BCIT）。 

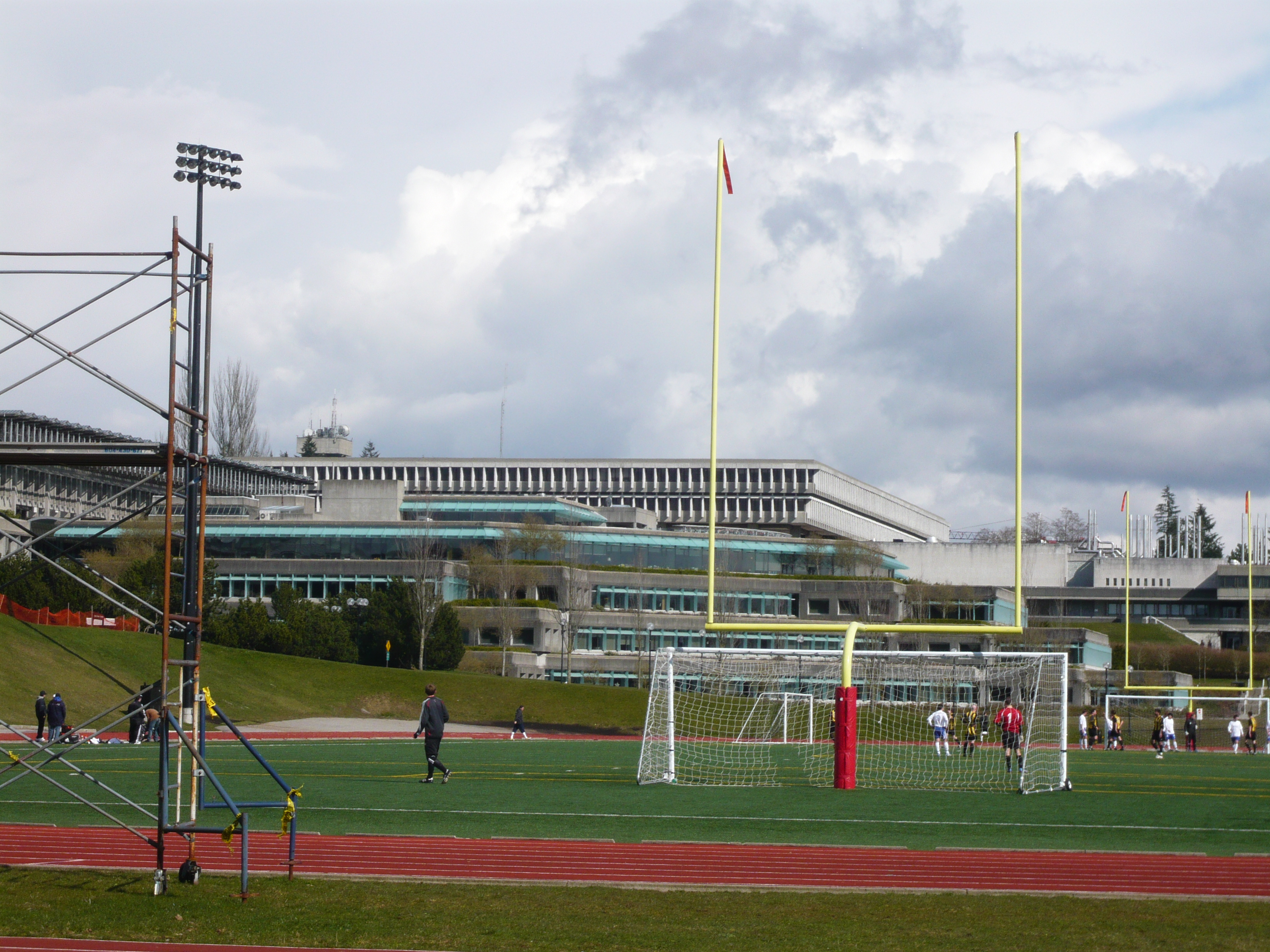
位於本拿比山的西門菲莎大學
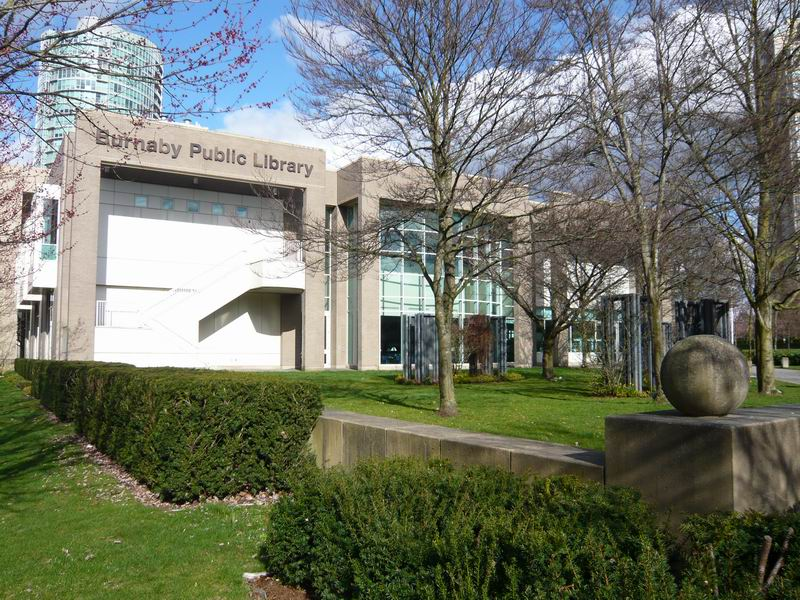
位於鐵路鎮的本拿比中央圖書館
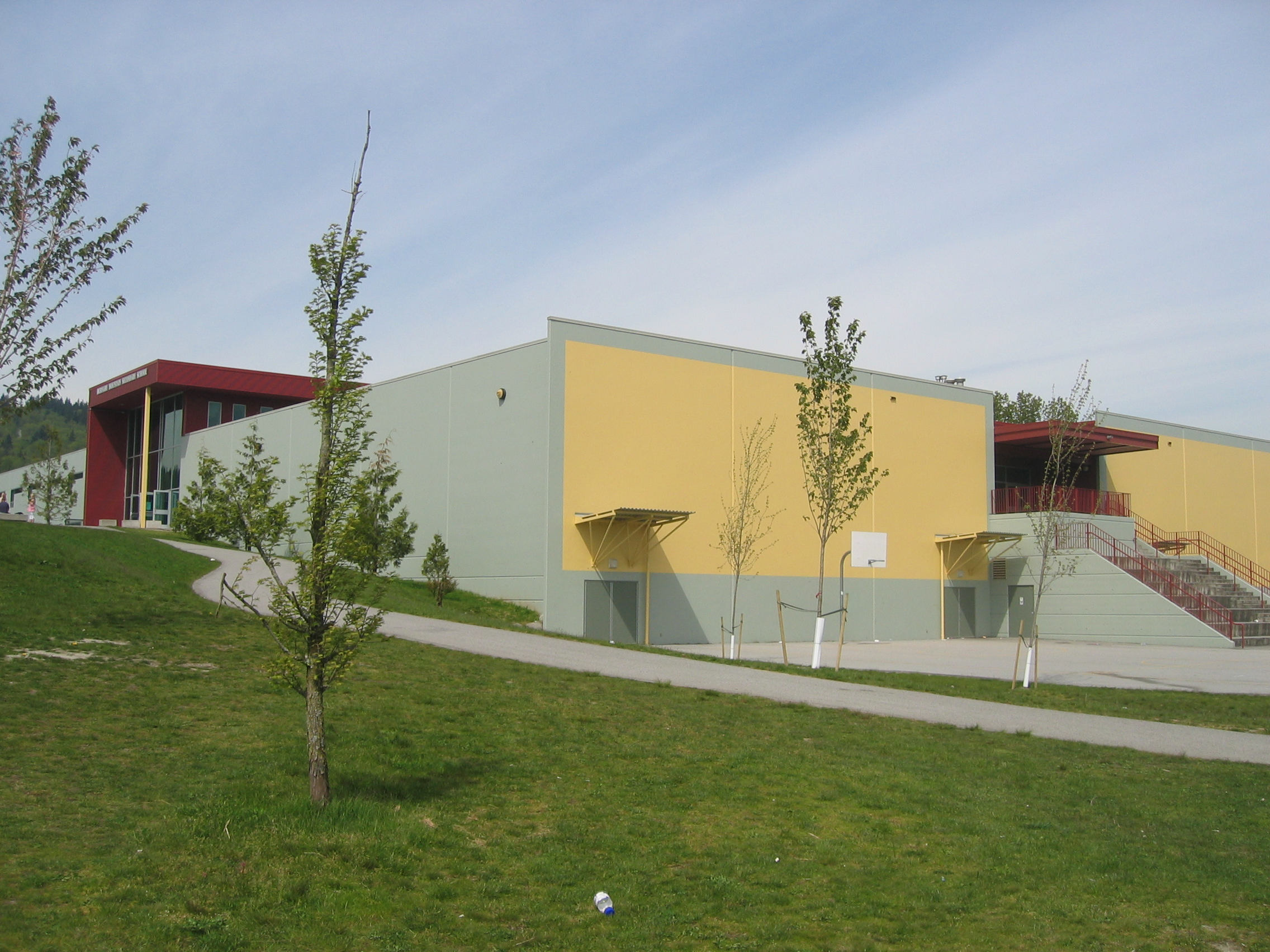
本拿比山高級中學
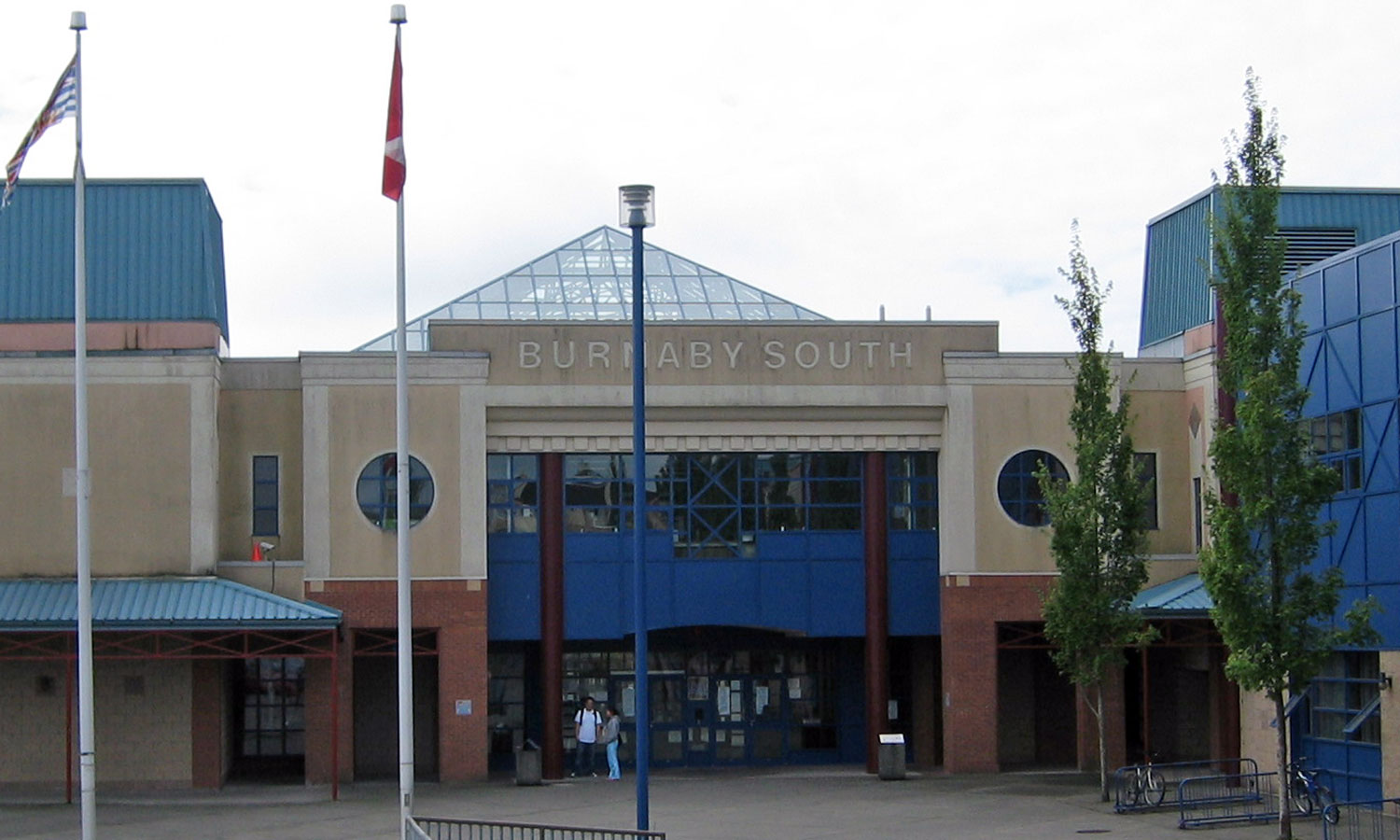
南本拿比高級中學

## 標誌

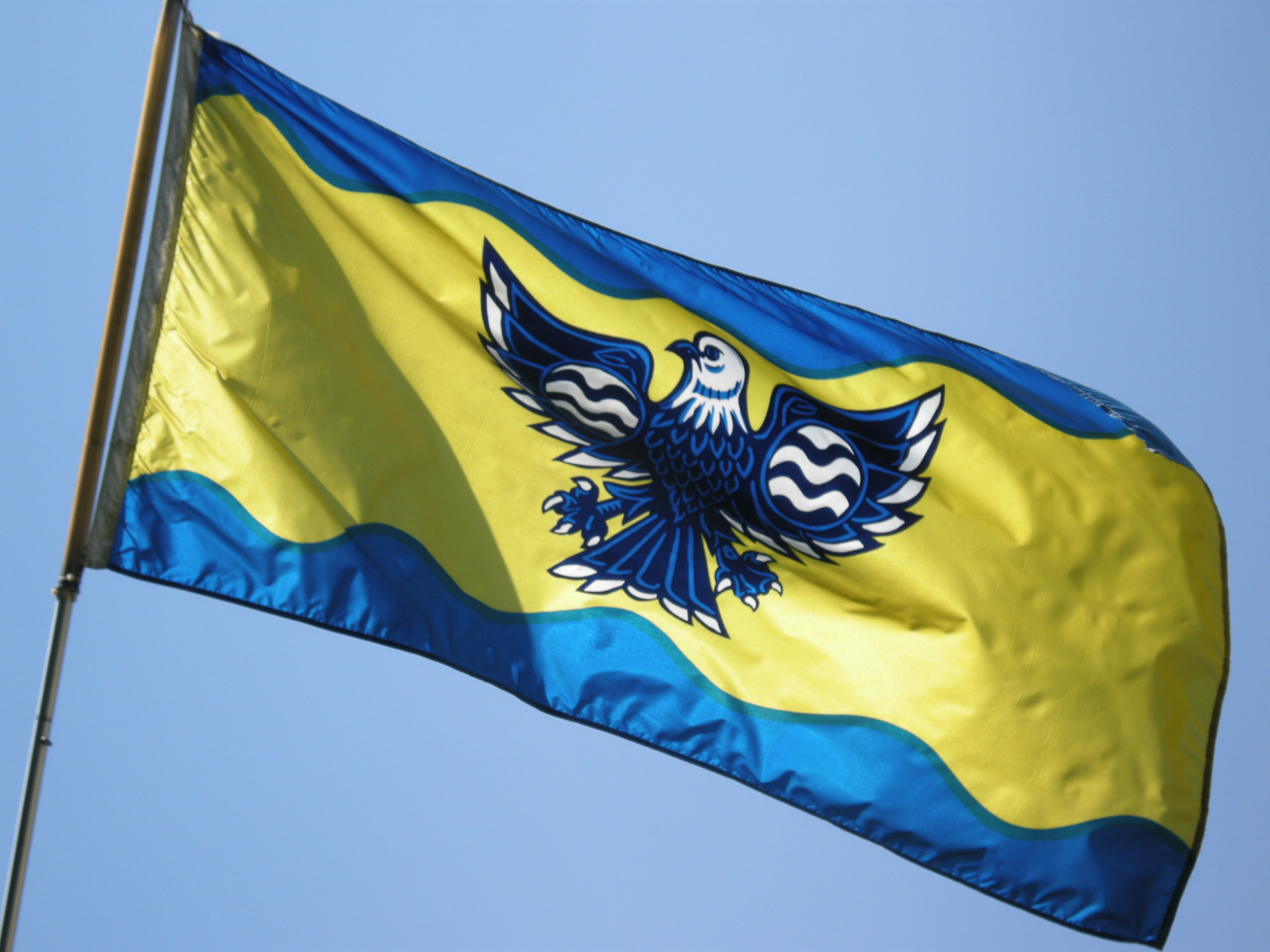
本拿比村博物館外隨風輕颺的本拿比市旗

1991年，加拿大紋章局授予了本拿比區政府本拿比區徽。繼本拿比在1992年升格為市後，作為本拿比區的繼承者，2005年再度確認了此為本拿比的市徽，包括了整個紋章（Coat of arms）和從中衍生出來的市旗（Flag）和市徽（Badge）。
本拿比市市徽主要由飾章頂飾、盾牌、基座（位於盾底）、支撐物、格言等加拿大典型的紋章元素所組成。作為頂飾的紅色獅子手上正高舉著本拿比市旗。而本拿比市市旗中央的黃色區域上下為波浪狀的藍色帶狀區塊，中心的藍鳥則和市徽盾上的相同。至於本拿比市的市花為杜鵑花。
目前在本拿比市政府的北側入口和本拿比村博物館正門都可見到本拿比市旗在外隨風飄揚。

## 著名人物

### 政治人物
- 高力勤：前本拿比市長，是卑诗省议会本拿比鹿湖选区議員柯瑞根的丈夫。
- 張境：華裔，前本拿比市議員，也是市內最年輕男性市議員，前台灣電影演員，也曾是城市電視節目主持人。
- 康安禮：本拿比市居民，華裔，前本拿比市議員，曾是市內最年輕市議員，現英屬哥倫比亞省城鎮事務廳長。
- 李燦明：本拿比市居民，華裔，前北本拿比选区卑诗省议会議員。
- 苗錫誠：本拿比市居民，男同性戀者，前本拿比杜格拉斯選區加拿大國會議員。
- 羅思安：前本拿比市居民，男同性戀者，前本拿比杜格拉斯選區加拿大國會議員。

### 運動員
- Cliff Ronning：本拿比市出生，冰球球員。
- Darren McCarty：本拿比市出生，冰球球員。
- Jason LaBarbera：本拿比市出生，冰球球員。
- Joe Sakic：本拿比市出生，冰球球員。
- Karl Alzner：本拿比市出生，冰球球員。
- Mike Santorelli：前本拿比市居民，冰球球員。
- 丹妮爾·勞里：本拿比市出生，女性壘球球員。

### 藝人
- 麥可·布雷（Michael Bublé）：本拿比市出生，加拿大著名爵士樂歌手。
- 米高·霍士（Michael J.Fox）：前本拿比市居民，美國好萊塢電影演員，回到未來系列電影主角。
- 布萊德・羅力（Brad Loree）：前本拿比市居民，美國好萊塢電影演員。
- 沈殿霞：前溫哥華市居民，華裔，已故香港著名女演員，目前與父母長眠於本拿比市的科士蘭墓園（英语：Forest Lawn Memorial Park (Burnaby, British Columbia)） （Forest Lawn Memorial Park）。

### 其他
- 泰瑞·福克斯（Terry Fox）：本拿比市西門菲沙大學校友，已故加拿大馬拉松運動員，也是骨癌病患者和慈善家。
- 賴昌星：前本拿比市市居民，華裔，曾是加拿大的難民申請者，也是中國的通緝犯，現已遣回中國及被捕。

## 友好城市
本拿比有六個友好城市：
- 加拿大 — 加蒂諾
- 日本 — 釧路市
- 美國 — 梅薩
- 中华人民共和国 — 常熟市
- 中华人民共和国 — 溫州市
- 中华人民共和国 — 天津市

另外，本拿比有一個科技貿易交流城市：
- 中華民國 — 臺中市

## 外部連結
- 本拿比市官方網頁 （页面存档备份，存于） （英文）
- 本拿比市旅遊局 （英文）
- 本拿比公共圖書館 （页面存档备份，存于） （英文）
- 本拿比中文黄页 （页面存档备份，存于）

49°16′N 122°58′W / 49.267°N 122.967°W